# 마크 애버니

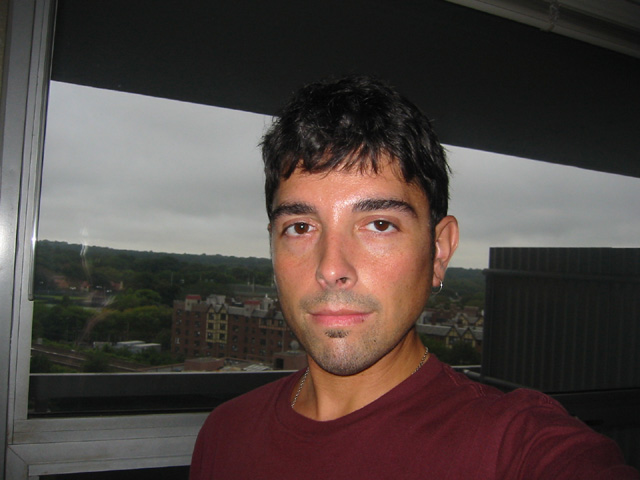

마크 애버니(영어: Mark Abene, 1972-)는 컴퓨터 보안 전문가이다. 가명인 피버 옵틱(영어: Phiber Optik)으로 잘 알려져 있으며, 해커 그룹 리젼 오브 둠과 마스터스 오브 디셉션의 멤버이기도 했다.